# Claude Victor-Perrin
Claude-Victor Perrin [klód viktor perrén] (7. prosince 1764 Lamarche – 1. března 1841 Paříž) byl francouzský generál a Napoleonův maršál Francie, vévoda z Belluna.

## Život
Narodil se v Lamarche ve Francii roku 1764 jako syn Charlese Perrina a Marie Anny Floriotové. Roku 1781 se stal tamborem v dělostřeleckém pluku v Grenoblu, později seržantem tohoto pluku. Ke svému příjmení Perrin si přidal Victor. O deset let později však z armády vystoupil, oženil se s Jeane Josephinou Muguetovou a začal se věnovat obchodu. U obchodu dlouho nevydržel a roku 1792 znovu vstoupil do armády k třetímu praporu u Drôme, jehož se stal brzy velitelem. Ke konci roku 1793 se zúčastnil obléhání Toulonu, kde bojoval společně s Napoleonem Bonapartem, který byl právě na začátku své kariéry. Victor se u Toulonu vyznamenal a na počátku roku 1794 byl povýšen na brigádního generála. Po Toulonu krátce válčil v Pyrenejích a posléze působil jako jeden z Napoleonových generálů v italském tažení (1796–1797). Zvítězil zde v mnoha bitvách a vysloužil si tak povýšení na divizního generála.
Roku 1797 se vrátil do Francie a stal se velitelem v departementu Vendée, v kraji, kde byly na denním pořádku royalistické vzpoury proti republice. O dva roky později byl povolán do dalšího Napoleonova italského tažení. Znovu se vyznamenal, a to především v bitvě u Marenga roku 1800. V době konzulátu 1799–1804 po italském tažení velel armádě v Holandsku. Po vzniku Prvního Francouzského císařství byl pověřen funkcí velvyslance v Dánsku. Nadále bojoval ve válce s Pruskem a v bitvách u Friedlandu, Jeny a Saalfeldu. Roku 1807 ho Napoleon jmenoval maršálem Francie, nejvyšší vojenskou hodností. Zároveň se stal guvernérem v Prusku, v Berlíně, a o rok později obdržel titul vévody z Belluna.
V roce 1808 byl vyslán do Španělska, kde zvítězil v mnohých bitvách, ale v mnohých byl také poražen. Od roku 1809 velel v armádě španělského krále a Napoleonova bratra Josefa. Ve Španělsku zůstal až do roku 1812, kdy mu Napoleon v ruském tažení svěřil IX. sbor armády. Zde měl za úkol jistit ústup Napoleonovy armády zpátky do Francie. Tento úkol se mu mimořádně povedl a zachránil velkou část ustupující francouzské Velké armády, úspěch měl například v bitvě u přechodu přes řeku Berezina. Nadále válčil po boku Napoleona v Německu v bitvě u Drážďan (1813), u Hanau (1813), u Brienne (1814) a u Craonne (1814), kde byl vážně raněn.
Po Napoleonově abdikaci se přiklonil k Bourbonům. Za Stodenního císařství uprchl s Bourbony do Gentu. Po Napoleonově definitivní porážce získal od krále Ludvíka XVIII. titul francouzského paira a hodnost generálmajora královské gardy. Byl předsedou komise, která soudila Napoleonovy důstojníky, kteří se angažovali během Stodenního císařství. Roku 1821 se stal ministrem války a roku 1823 se zúčastnil španělského tažení proti revolucionářům ve Španělsku. Poté se zapletl do finančních vojenských podvodů a byl vyřazen z armády. Posléze žil až do konce života v ústraní. Zemřel 1. března 1841 v Paříži.

## Hodnocení
Claude Victor-Perrin byl schopný velitel a voják, který slavil úspěchy zejména díky své odvaze, zapálenosti a rozhodnosti. Na druhou stranu Victorovi chyběla schopnost rozvahy, byl prudký a obtížně zvladatelný. Napoleon ho oceňoval jako skvělého taktika a organizátora, byl si však vědom, že není dobrým stratégem.